# Зарубіжна проза XX століття (книжкова серія)

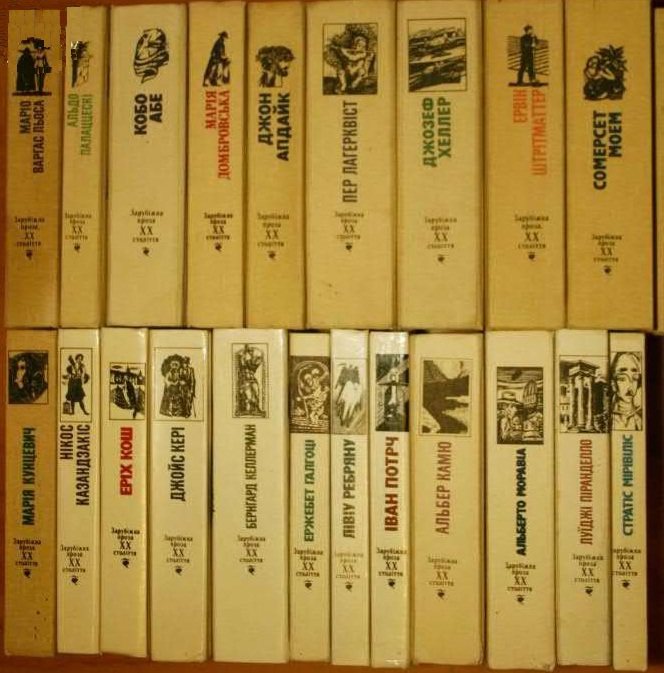

Зарубіжна проза XX століття — серія книжок, які видавались у видавництві «Дніпро» починаючи з 1988 року.
Редакційна колегія: Г. Д. Верес (голова), С. К. Жолоб, Д. В. Затонський, Ю. Я. Лісняк, О. І. Микитенко, Д. С. Наливайко, Д. В. Павличко, Д. Х. Паламарчук.

## Список виданих книжок
| №  | Автор              | Назва                                        | Коментар | Перекладачі                                                                                             | Рік  | ISBN               |
| -- | ------------------ | -------------------------------------------- | --- | --- | ---- | ------------------ |
| 1  | Маріо Варгас Льоса | Зелений дім                                  | Роман відомого перуанського письменника відзначається епічною широтою розповіді, несподіваним сплетінням сюжетних ліній, оригінальною композиційною побудовою. Дівчинку з індіанського племені силоміць забирають у батьків, віддають до монастирської місії, потім виганяють на вулицю, і вона потрапляє до будинку розпусти. Розбійник Фусія мріє розбагатіти у будь-який спосіб, але вмирає у злигоднях від прокази. Дон Ансельмо закохується в дівчину-каліку, викрадає її й тайкома від усіх тримає у вежі, де вона трагічно помирає. | Юрій Покальчук                                                                                          | 1988 | ISBN 5-308-00189-8 |
| 2  | Альдо Палаццескі   | Сестри Матерассі                             | Найкращий твір відомого італійського письменника, проза якого перейнята романтизмом та іронією. Автор змальовує, як в одноманітний світ старих дів входить їхній племінник Ремо, вродливий, але аморальний себелюбний юнак, який задля власного благополуччя спокійно й цинічно руйнує налагоджене життя своїх родичок. | Віктор Шовкун                                                                                           | 1988 | ISBN 5-308-00192-8 |
| 3  | Кобо Абе           | Жінка в пісках                               | До збірки творів відомого сучасного японського письменника ввійшли три романи («Жінка в пісках», «Чуже обличчя», «Спалена карта»), в яких гострота і захопливість сюжету поєднуються з філософською глибиною. Всі вони присвячені темі самотності людини у ворожому їй суспільстві. Письменник доходить висновку - від суспільства втекти не можна. Тільки змінивши його, можна змінити умови життя людини. | Іван Дзюб                                                                                               | 1988 | ISBN 5-308-00180-4 |
| 4  | Марія Домбровська  | Дике зілля                                   | До книжки увійшли оповідання видатної польської письменниці із кількох збірок. Усі вони пройняті глибоким гуманізмом, тонким розумінням природи. В оповіданнях схвильовано розповідається про тяжку долю безземельних селян у панській Польщі, про події, пов'язані з другою світовою війною, і про людей Народної Польщі. | Євген Концевич та Олена Медущенко                                                                       | 1988 | ISBN 5-308-00199-5 |
| 5  | Джон Апдайк        | Кентавр. Ферма                               | У двох романах з автобіографічною канвою відомий письменник США, тонкий психолог і оригінальний стиліст, малює картину життя «одноповерхової Америки»: невелика ферма або провінційне містечко, дух його мешканців, рівень їхнього життя; проблеми місцевої школи, побачені «згори» і «знизу» - учителем і учнем. Висвітлюючи ряд соціальних та моральних проблем сучасного «середнтого американця» на тлі проблем «вічних», загальнолюдських, письменник вдається до образів міфології, що, на його думку, допомогло йому «протиставити світові бруду, споживацтва, пітьми вищий світ натхнення і добра», торкнутися теми духовного безсмертя, свободи особистості, складності людських взаємин. | Марія Габлевич                                                                                          | 1988 | ISBN 5-308-00181-2 |
| 6  | Пер Лагерквіст     | Маріамна                                     | До збірки вибраних творів видатного шведського письменника, лауреата Нобелівської премії, увійшли його найкращі твори - повісті «Карлик» і «Кат», в яких викривається природа фашизму та авторитаризму, їхня людиноненависницька суть, а також «Сивіла», «Варавва», «Паломник» та «Маріамна», що оспівують любов і присвячені вічній темі пошуків правди і справедливості. | Ольга Сенюк                                                                                             | 1988 | ISBN 5-308-00188-X |
| 7  | Джозеф Хеллер      | Пастка на дурнів                             | Роман сучасного американського письменника присвячено останнім рокам другої світової війни, проте сприймається він як гостро злободенний антивоєнний твір, в якому у дотепній формі висміюється військово-бюрократична машина США. Улюблені художні прийоми Хеллера - гіпербола, карикатура, гротеск - допомагають виразніше відчути атмосферу кар'єризму, корупції, хабарництва, пияцтва поширених в американській армії. Невдовзі після виходу в світ (1961) роман став бестселером. | Микола Мещеряк                                                                                          | 1988 | ISBN 5-308-00194-4 |
| 8  | Ервін Штрітматтер  | Оле Бінкоп                                   | Небагато є творів про сучасну дійсність нової, демократичної Німеччини, де зустрінеш таке багатство й різноманітність людських характерів, як у романі одного з найталановитіших письменників НДР. Образ мрійника і фантазера Оле Бінкопа найпривабливіший у творі, де є і грубуватий фарс, і глибокий підтекст, бо тепло, якого все життя шукає головний герой, - символ людського кохання, пов’язаного з мотивом сонця, розквіту життя, що проходить через усю книгу. | Надія Гордієнко-Андріанова                                                                              | 1989 | ISBN 5-308-00460-9 |
| 9  | Сомерсет Моем      | Місяць і мідяки. На жалі бритви              | Романи видатного англійського прозаїка, класика XX століття, які представлені в цій книжці, своєрідно об'єднує властива письменникові «східна тема», що будується на протиставленні двох цивілізацій - Заходу і Сходу. Герої - люди незвичайних доль і характерів - кидають виклик буржуазній естетиці й моралі, кожен прагне знайти абсолютну істину і переживає свою, сповнену пригод і драматизму життєву одіссею. | Олександр Жомнір, Анатолій Муляр та Олександр Мокровольський                                            | 1989 | ISBN 5-308-00190-1 |
| 10 | Марія Кунцевич     | Чужоземка. Трістан 1946                      | Життя героїні роману відомої польської письменниці «Чужоземка» склалося невдало, а її примхлива, непримиренна вдача призводить до того, що вона, вродлива, обдарована жінка, стає деспотом у своїй родині і лише перед смертю починає розуміти сама себе. Змальоване в «Трістані 1946» палке кохання польського партизана Міхала, який емігрував до Англії, та красуні Кетлін дивним чином нагадує кохання героїв стародавньої кельтської легенди. Однак щастя новітніх Трістана та Ізольди виявилося дуже коротким. | Олена Медущенко                                                                                         | 1989 | ISBN 5-308-00459-5 |
| 11 | Нікос Казандзакіс  | Кумедні й лихі пригоди Алексіса Зорбаса      | Герой роману видатного грецького письменника — людина бурхливої енергії, життєлюб і мрійник, веселун і дотепник. У всіх своїх вчинках він керується більше серцем, ніж розумом, з однаковою пристрастю віддається коханню, мистецтву, ремеслу і заради свого захоплення готовий на будь-які жертви. Він переконаний, що найбільша цінність на світі - це людське життя, і ніхто не має права важити на нього, тому прагне бути незалежним від усього, що обмежує свободу людини. За цим романом знято славнозвісний американський фільм «Грек Зорба». | Анатолій Чердаклі                                                                                       | 1989 | ISBN 5-308-00186-3 |
| 12 | Еріх Кош           | Великий Мак                                  | До книжки ввійшли три найпопулярніші твори відомого сербського письменника. У сатиричній повісті «Великий Мак» та в романі «Сніг і лід» автор висміює черствість, бездушність міщанського світу, виводить на чисту воду різних кар'єристів та пристосуванців, а також в алегоричній формі засуджує практику ведення «холодної війни» й розвінчує культ особи. У глибоко психологічному романі «Сіті» головний герой намагається втекти від звичного, обридливого плину життя, але, зрештою, гине, так і не змігши виплутатися з тенет буденщини. | Людмила Петік та Іван Ющук                                                                              | 1989 | ISBN 5-308-00458-7 |
| 13 | Джойс Кері         | Улюбленець слави                             | В центрі роману відомого англійського письменника — історія політичної кар’єри такого собі Честера Німмо, який сягнув вершин влади. Його зображено в сфері родинного життя й політичної боротьби на широкому суспільному тлі Англії 1890–1920 років. Перед читачем розгортається картина моралі, звичаїв та побуту елітарних класів тих часів, написана з тонким іронічним психологізмом, філософським баченням історичних колізій. | Лесь Танюк                                                                                              | 1989 | ISBN 5-308-00466-8 |
| 14 | Бернгард Келлерман | Танець смерті                                | Зображуючи картину життя Німеччини в роки гітлерівської диктатури, відомий німецький письменник-гуманіст викриває аморальну сутність фашистської держави, піддає різкій критиці компромісну позицію інтеліґенції по відношенню до нацизму. | Катерина Гловацька                                                                                      | 1990 | ISBN 5-308-00724-1 |
| 15 | Ержебет Галгоці    | Церква Святого Христофора                    | Три повісті угорської письменниці («Церква святого Христофора», «Право на суд», «На півдорозі») — це чесна і відверта розповідь про нелегкий період історії Угорщини, що настав після драматичних подій 1956 року. | Леся Мушкетик, Сергій Панько та Костянтин Бібіков                                                       | 1990 | ISBN 5-308-00729-2 |
| 16 | Лівіу Ребряну      | Ліс повішених                                | Один з найцікавіших творів румунської літератури про першу світову війну. Поручик австрійської армії Апостол Болога, румун за походженням, мучиться тим, що йому доводиться воювати проти своїх братів по крові. Він вирішує дезертирувати, але його ловлять, і трибунал оголошує йому смертний вирок… Цей твір є глибоко психологічним. Засуджуючи війну, автор показує, яких страждань завдає вона людям. | Іван Кушнірик                                                                                           | 1990 | ISBN 5-308-00726-8 |
| 17 | Іван Потрч         | На хуторі. Зустрічі                          | Дія роману сучасного югославського письменника розгортається в словенському селі кінця сорокових років ХХ століття, але тогочасна сімейна драма, в якій переплелися ниці інстинкти, жагуче кохання та подружня зрада, ще й сьогодні хвилює читача безкомпромісністю спостережень автора за життям. У повісті «Зустріч» розповідається про партизанську боротьбу з гітлерівськими окупантами в Югославії. | Іван Ющук й Олександра Сиротюк                                                                          | 1990 | ISBN 5-308-00725-X |
| 18 | Альбер Камю        | Вибрані твори                                | До збірки ввійшли найкращі твори одного з найвидатніших письменників сучасної Франції, такі як «Сторонній», «Чума», «Падіння», п’єса «Калігула», оповідання та есе. Для творчості Камю характерні болісні пошуки моральних істин, намагання зрозуміти сенс людського буття. | А. Перепадя, М. Тютюнник, О. Черній, О. Жупанський та П. Таращук                                        | 1991 | ISBN 5-308-00908-2 |
| 19 | Альберто Моравіа   | Чочара. Римські оповідання                   | Дія роману сучасного італійського письменника, за яким знято однойменний фільм з Софі Лорен у головній ролі, розгортається в Італії в 1942-1943 рр., коли країна являла собою арену бойових дій. В центрі твору - історія крамарки з Риму, кмітливої й чесної жінки, яка була змушена переховуватися по гірських селах. Оповідання присвячені проблемам повоєнного італійського суспільства. | П. І. Соколовський та І. С. Труш                                                                        | 1991 | ISBN 5-308-00909-0 |
| 20 | Луїджі Піранделло  | Блаженної пам’яті Маттіа Паскаль. Оповідання | До книги вибраних творів видатного італійського прозаїка і драматурга, лауреата Нобелівської премії, увійшов один з його найвідоміших романів, а також оповідання з різних років. | Г. Бережна, Л. Танюк, В. Радчук, А. Перепадя, В. Чайковський, О. Поманська, І. Василенко, В. Шиманський | 1991 | ISBN 5-308-00733-0 |
| 21 | Стратіс Мірівіліс  | Життя в могилі                               | Роман відомого грецького письменника — один з найкращих творів європейської літератури про першу світову війну. Канву роману становлять листи загиблого сержанта Костуласа до коханої дівчини, в яких розповіді про фронтові будні переплітаються зі спогадами про минуле. З цих листів постає страшна картина перетворення нормальної людини на сліпе знаряддя смерті. Лише спогади і мрії дають змогу героям твору витримати це «життя в могилі». | Олександр Пономарів                                                                                     | 1991 | ISBN 5-308-00910-4 |